# Folgekostenversicherung
Eine Folgekostenversicherung ist ein Versicherungsvertrag, der einen Versicherungsnehmer vor finanziellen Folgen von schicksalhaften Komplikationen nach medizinisch nicht indizierten Maßnahmen (Schönheitsoperationen) schützt.

## Umfang der Versicherung
Allgemein sind mit jeder Operation Narkoserisiken wie z. B. eine Lungenembolie verbunden.
Je nach Art der Schönheitsoperation kommen weitere spezifische Risiken hinzu. So kann beispielsweise infolge einer Brustvergrößerung mit Implantaten eine Kapselfibrose entstehen. Wird aufgrund einer Komplikation eine medizinische notwendige ärztliche Behandlung erforderlich, entstehen Kosten, die in der Regel nicht über den normalen Krankenversicherungsschutz des Patienten abgedeckt sind. Diese Deckungslücke wird durch die Folgekostenversicherung geschlossen. Zusätzlich können auch privatärztliche Leistungen sowie die Wiederherstellung des gewünschten ästhetischen Ergebnisses abgesichert werden. Behandlungsfehler sind in der Regel vom Versicherungsschutz ausgeschlossen.

## Dauer des Versicherungsverhältnisses
Die Versicherung wird für die geplante Schönheitsoperation abgeschlossen und endet danach automatisch. Die Dauer des Versicherungsschutzes für die Behandlung von Komplikationen variiert zwischen einem und bis zu sechs Jahren. In der Regel wird nur ein Einmalbeitrag ohne weitere Zahlungsverpflichtungen fällig.

## Rechtsgrundlagen
Gesetzlich Versicherte, die sich einer medizinisch nicht indizierten Maßnahme, wie einer Schönheitsoperation, unterzogen haben, haben sich nach § 52 Abs. 2 SGB V auch an den Kosten einer dadurch entstandenen Komplikation, einschließlich des Krankengeldes angemessen zu beteiligen.
Privat Versicherte haben je nach individuell vereinbartem Versicherungsschutz keinen, oder keinen vollständigen Schutz vor finanziellen Folgen von Schönheitsoperationen. Im Basistarif der privaten Krankenversicherung ist eine Kostenerstattung von Folgekosten grundsätzlich ausgeschlossen.